# Patrick Modiano
Patrick Modiano (* 30. července 1945, Boulogne-Billancourt) je francouzský spisovatel a nositel Nobelovy ceny za literaturu v roce 2014. V roce 1978 získal Goncourtovu cenu za román Ulice temných krámků a roku 2012 Rakouskou státní cenu za evropskou literaturu.

## Biografie
Modiano se narodil na pařížském předměstí. Jeho otec Albert Modiano (1912–1977) byl obchodník a sefardský Žid. Významná rabínská rodina původně pocházela z řecké Soluně. Během okupace se musel v Paříži skrývat pod falešnou identitou a kvůli přežití obchodoval s nacisty. Jeho osudy přiměly Patricka Modianiho věnovat se ve svém díle osudu své rodiny a francouzských Židů. Matka Louisa Colpijn (* 1918) je herečka a pochází z belgických Antverp. Rodiče se seznámili v říjnu 1942 v okupované Paříži a v listopadu 1944 měli svatbu. Kromě Patricka se jim v roce 1947 narodil ještě syn Rudy, který zemřel v deseti letech na leukémii. Patrick mu pak věnoval svá raná díla. Na počátku 60. let se rodiče rozešli, otec se znovu oženil a roku 1977 zemřel ve Švýcarsku. Patrick maturoval v Annecy a v dalším vzdělávání nepokračoval.
V dospívání jej významně ovlivnil jeho středoškolský učitel geometrie a matčin přítel Raymond Queneau se svým románem Zazie v metru. Díky němu se seznámil s nakladateli Gallimard, kteří mu začali vydávat první knihy. V roce 1968 tak vydal svůj první román La Place de l'Étoile o židovském kolaborantovi během války. Kvůli tomuto kontroverznímu románu s antisemitskými narážkami se nepohodl se svým otcem. V roce 2010 byl přeložen do němčiny a v Německu byl oceněn jako jedno z klíčových děl o holokaustu. V angličtině román dosud nevyšel. Roku 1973 napsal scénář k filmu Lacombe, Lucien. Film vypráví o osmnáctiletém Lucienu Lacombeovi, který za války spolupracuje s proněmeckými úřady a přitom se zamiluje do židovské dívky. Příběh, odehrávající se v jihozápadní Francii má nabourávat tradiční pohled na francouzské dějiny během 2. světové války, získal několik ocenění a byl nominován na Oscara. V roce 2002 napsal scénář k filmu Bon Voyage, opět z prostředí válečné Francie.
| „                                                  | Dlouho se mi vrací sen o tom, že už nemusím napsat ani čárku, že jsem svobodný. Ale není to tak. Stále dokola pročišťuji tu stejnou půdu s pocitem, že to nikdy neskončí. | “ |
| — Modiano v rozhovoru pro španělský magazín Figaro | |   |

## Soukromý život
V roce 1970 se oženil se spisovatelkou a ilustrátorkou dětských knih Dominique Zehrfussovou s níž má dcery Zinu (*1974) a Marii (*1978). Vyhýbá se publicitě a jen zřídka poskytuje rozhovory.

## Nobelova cena
V říjnu 2014 získal jako 15. Francouz Nobelovu cenu za literaturu. Při udělení vyjádřil překvapení, když pomyslel na všechny oceněné před ním. Byl zvědav na zdůvodnění, proč byla cena věnována právě jemu. Tajemník švédské akademie Peter Englund při jejím předávání ocenil „umění paměti, s jejíž pomocí dokázal vylíčit nepochopitelné lidské osudy a popsat život v okupaci“. Modianiho také přirovnal k Marcelu Proustovi současné doby. Oba se narodili těsně po válce, začali psát v mladém věku a jejich osudy jsou v mnohém podobné. Finanční částku 8 milionů švédských korun, která je s cenou spojena, se Modiani rozhodl věnovat svému vnukovi, který žije ve Švédsku.

## Výběr z díla
Ve svých knihách se Modiano zabývá především životem v okupované Francii a antisemitismem, ale také obdobím 50. a 60. let či událostmi během Alžírské války. Napsal více než 30 knih a kromě románů a filmových scénářů se věnoval i dětské literatuře a písňovým textům. Knihy často nebývají dlouhé a ve Francii je čtenáři někdy přezdívají jako petite musique. Ve Francii patří mezi nejčtenější autory, ovšem do angličtiny bylo přeloženo jen šest jeho románů. Sám řekl, že anglicky čte poměrně dobře, ale hovořit v angličtině je pro něj velmi obtížné. V češtině vyšly čtyři knihy.
- Rue des boutiques obscures (1972), česky Ulice temných krámků, Mladá fronta (1983 a 2014)
- Villa triste (1975), slovensky Villa triste, Tatran (1980)
- Livret de famille (1977), česky Rodný list, Odeon (1982)
- De si braves garçons (1982), česky Takoví hodní hoši, Svoboda (1986)
- Dora Bruder (1977), česky Dora Bruderová, Barrister & Principal (2007 a 2014)[9]
- Catherine Certitude (1987), česky Katka Krátkozraká, Albatros (2017)